# José Heredia Maya
José Heredia Maya (Albuñuelas, Granada, 2 de enero de 1947 - Granada, 17 de enero de 2010) fue un poeta, dramaturgo, catedrático, docente y ensayista español de etnia gitana.

## Biografía
José Heredia Maya nació y creció en la localidad granadina de las Albuñuelas,  en el seno de una familia gitana humilde. De pequeño mostraba devoción por la poesía, y en 1973 comenzó con su libro Penar Ocono. Ya con su primer libro de poesía encandiló a la crítica, recibiendo cartas de admiración de escritores como Vicente Aleixandre, Blas de Otero y José Hierro, así como excelentes críticas en Nuevo Diario, Diario Pueblo, Triunfo, La Estafeta Literaria o el International Herald Tribune.
Estudió filología románica en la Universidad de Granada, institución en la que al terminar permanece como profesor desde 1976, año en el que se estrenó su espectáculo teatral Camelamos Naquerar, junto al bailaor Mario Maya, un hito artístico de dignificación del flamenco, como ya hicieron Antonio Machado, Federico García Lorca o Manuel de Falla; fue también un hito social, alzándose como uno de los pioneros en la reividicación contra cinco siglos de persecución del pueblo gitano español. Le seguirían otras obras como Macama Jonda, Sueño Terral o Un gitano de ley, relato de la vida y muerte de Ceferino Giménez. Ha fundado el Seminario de Estudios Flamencos de Granada y desde 1978 hasta 1984 fue codirector del Aula de Poesía de la Universidad de Granada con Álvaro Salvador, en uno de sus períodos más fructíferos y brillantes.
José Heredia ha sido uno de los escritores contemporáneos que más han contribuido a la recuperación de una tradición cultural rica y brillante, fundamental para el desarrollo de la mejor poesía española del pasado siglo. También fue el primer gitano español catedrático.

## Obra
- Penar Ocono (1973), poemas
- Poemas indefensos (1974), poemas
- Camelamos naquerar (Queremos hablar) (1976), obra de teatro
- Charol (1983), libro de poemas
- Macama Jonda (1983), obra de teatro
- Sueño Terral, obra de teatro
- Experiencia y Juicio (1994), libro de poemas
- Un gitano de ley (1997), obra de teatro
- "La mirada limpia"(o la existencia del otro) (2000)
- Memoria de papel (2000)
- Literatura y Antropología (2001).
- Todo es poesía en Granada. Panorama poético (2000-2015). José Martín de Vayas (antólogo). Granada: Esdrújula Ediciones, 2015.